# Константиновка (Сумская область)
Константиновка (укр. Костянтинівка) — село, Кондратовский сельский совет, Сумский район, Сумская область, Украина.
Код КОАТУУ — 5924783402. Население по переписи 2001 года составляло 243 человека.

## Географическое положение
Село Константиновка находится в 1,5 км от левого берега реки Синяк. На расстоянии в 2,5 км расположены сёла Кондратовка и Перше Травня. Село находится на границе с Россией.

## Экономика
- Молочно-товарная ферма.

## Известные люди
В селе родился советский и украинский художник и политик Михаил Надеждин.